# كيفن فورد (ملاكم)
كيفن فورد (بالإنجليزية: Kevin Ford)‏ (3 أغسطس 1962 - ) هو ملاكم أمريكي، صنّف ضمن فئة وزن ثقيل.

## روابط خارجية
- كيفن فورد على موقع بوكس ريك (الإنجليزية) (registration required)